# Giovanni Maria Cavalleri
Pour les articles homonymes, voir Cavalleri.
Giovanni Maria Cavalleri, né le 11 novembre 1807 à Ripalta Cremasca et mort 1er décembre 1874 à Monza, est un physicien, astronome et un religieux italien.

## Biographie
Giovanni Maria Cavalleri naît le 11 novembre 1807 à San Michele dei Morti, il est le fils de Cristoforo Cavalleri et de Lucia Sangiovanni. Après ses études initiales, il s'inscrit au séminaire de Crema, qu'il quitte en 1829 pour entrer dans l'ordre des Barnabites. Après les vœux, prononcés en 1833, il commença son enseignement, d'abord à Lodi puis, à partir de 1835, au Collège Barnabite de Santa Maria degli Angeli à Monza.
Son intérêt pour la science l'a amené à traiter avec la physique dans divers domaines : optique, sismologie, électrologie, électrologie. Il s'intéressait aussi à l'agriculture. Son intérêt pour la science n'était pas seulement théorique, mais aussi manifesté une grande capacité à mettre en pratique divers instruments scientifiques.
Il a été parmi les premiers à émettre l'hypothèse de l'utilisation du pendule comme outil de mesure des chocs sismiques. En 1858, il a construit à cet effet un sismomètre à plusieurs pendules verticaux. L'instrument a pu enregistrer diverses informations : heure de début du choc, direction et intensité des oscillations horizontales et intensité des mouvements verticaux. L'instrument original a probablement été perdu, même s'il est bien décrit dans diverses publications et des exemples en ont été reproduits.
Un autre domaine auquel Cavalleri a consacré son attention et a également produit divers instruments a été celui de l'optique. Il a notamment créé un microscope catadioptrique, divers monoculaires (en), télescopes et hélioscopes. Deux hélioscopes polarisants, très appréciés par le père Angelo Secchi et décrits par lui dans ses travaux sur le Soleil, et une grande lunette astronomique, sont particulièrement importants. Le télescope, construit en 1850, avait un objectif achromatique de 15 cm d'ouverture et une longueur focale de 240 cm.
Enfin, Cavalleri s'est également intéressé à l'agronomie et en particulier à la sériciculture qui, à cette époque, était particulièrement développé dans la région de la vallée du Pô où il vivait.

## Publication
- (it) Giovanni Maria Cavalleri, « Di un nuovo sismometro collocato nel collegio di Monza », dans Atti dell'Imperiale Regio Istituto lombardo di scienze, lettere ed arti, vol. 1, Tipografia Bernardoni, 1858 (lire en ligne), p. 34-44